# Sant Esteve Sesrovires
Sant Esteve Sesrovires (em catalão e oficialmente) ou San Esteban de Sasroviras (em castelhano) é um município da Espanha na comarca de Baix Llobregat, província de Barcelona, comunidade autónoma da Catalunha. Tem 18,47 km² de área e em 2021 tinha 7 771 habitantes (densidade: 420,7 hab./km²). Faz parte da Área Metropolitana de Barcelona.